# Chitwan District
Chitwan District er et af Nepals 75 administrative og politiske regioner, betegnet distrikter (lokalt betegnet district, zilla, jilla el. जिल्ला). Chitwan er et distrikt i lavlandet Terai, som ligger i Narayani Zone i Central Development Region.
Chitwan areal er 2.218 km² og der boede ved folketællingen 2001 i alt 472.048 og i 2007 527.278 i distriktet. Distriktets politiske organ District Development Committee er sammensat gennem indirekte valg, med repræsentation fra hver af de 9-17 administrative enheder ilakaer, hvert distrikt er opdelt i.
Chitwan District er endvidere opdelt i 38 udviklingskommuner (lokalt navn: Gaun Bikas Samiti (G.B.S.) el. Village Development Committee (VDC)), hvoraf byer med over 10.000 indbyggere kategoriseres som købstæder (municipalities).
Chitwan District er udviklingsmæssigt – gennem anvendelse af FN og UNDP's Human Development Index – kategoriseret som nr. 12 ud af Nepals 75 distrikter.

## Seværdigheder
- Chitwan Nationalpark – Nepals første Nationalpark med status som Verdensarv og inkluderes på UNESCOs liste over verdensarv. Her findes bl.a. næsehorn, bengalsk tiger, gangesgavial (smalhovedet krokodilleart), og mange andre sjældne dyr.